# Was er nooit
Was er nooit is een lied van de Nederlandse rapper Lijpe. Het werd in 2022 als single uitgebracht en stond in hetzelfde jaar als vijfde track op het album Lijpe.

## Achtergrond
Was er nooit is geschreven door Abdel Achahbar en Serrano Gaddum en geproduceerd door SRNO. Het is een lied uit het genre nederhop. In het lied rapt Lijpe over een persoon die van hem gebruik maakte door zijn carrière te bouwen op de bekendheid van Lijpe. Het is de eerste single die de rapper releasede in 2022.

## Hitnoteringen
De rapper had succes met het lied in de Nederlandse hitlijsten. Het piekte op de vierde plaats van de Single Top 100 en stond zeven weken in de hitlijst. Er was geen notering in de Top 40, maar het kwam tot de zevende plaats van de Tipparade.